# Sapromyza arctophila
Sapromyza arctophila är en tvåvingeart som beskrevs av Shatalkin 1993. Sapromyza arctophila ingår i släktet Sapromyza och familjen lövflugor. Inga underarter finns listade i Catalogue of Life.